# Virginie Lovelinggebouw
Das Virginie Lovelinggebouw, auch bekannt als De Link und VAC Oost Vlaanderen (Vlaams Administratief Centrum, deutsch: Flämisches Verwaltungszentrum) ist ein Hochhaus in der belgischen Stadt Gent. Das Gebäude liegt an der Fabiolalaan in direkter Nachbarschaft zum Bahnhof Gent-Sint-Pieters. Es ist nach dem Arteveldetoren und dem Belfried das dritthöchste Gebäude in Gent und zählt zu den höchsten Gebäuden in Belgien.

## Geschichte
Am 11. März 2010 wurde der offizielle Entwurf des Gebäudes veröffentlicht. Aus den besten fünf Einsendungen wurde der Entwurf von Mauro Poponcini und Patrick Lootens (Polo Architects) gewählt.  Besonderes Augenmerk viel auf die Qualität, Architektur, Energieeffizienz und Nachhaltigkeit. Nachdem der Entwurf bekannt gegeben wurde, kündigte Euro-Immo-Star einen Wettbewerb an, um einen Namen für das Gebäude zu finden. Der Name sollte die Identität des Gebäudes, des Bezirks und der Stadt Gent widerspiegeln. Die Jury entschied sich aus mehr als 350 Einsendungen für De Link. Nach der Grundsteinlegung wurde aber schnell klar das De Link lediglich der Arbeitstitel des Gebäudes wird. Das Gebäude wurde offiziell als Virginie Lovelinggebouw eingeweiht, in Anlehnung an die im Jahr 1923 verstorbene Schriftstellerin Virginie Loveling.
Der Bau des Gebäudes begann im Sommer 2011. Die offizielle Grundsteinlegung fand im Beisein des Genter Bürgermeisters Daniël Termont im  Dezember 2011 statt. Im August 2012 begann der Bau des Seitenarmes. Der höchste Punkt des Turms wurde Anfang November 2012 erreicht. Die Bauarbeiten an dem Gebäude wurden am 20. Januar abgeschlossen. Am 13. Februar 2014 wurde das Gebäude offiziell eröffnet und an die Mitarbeiter der flämischen Regierung übergeben.
Das Gebäude besteht aus einem 3-stöckigen Gebäude das L-formig und knapp 18 Meter hoch ist. Dieser Seitenarm soll für öffentliche Funktionen dienen, unter anderem als Ausstellungsflächen oder als Veranstaltungsort. Der Turm befindet sich in unmittelbarer Nähe zu den Gleisen des Genter Bahnhofs und hat eine Höhe von 90 Metern die sich auf 22 Etagen verteilen. In diesem Teil des Gebäudes sollen 1200 Mitarbeiter der flämischen Regierung arbeiten (Flämisches Verwaltungszentrum).

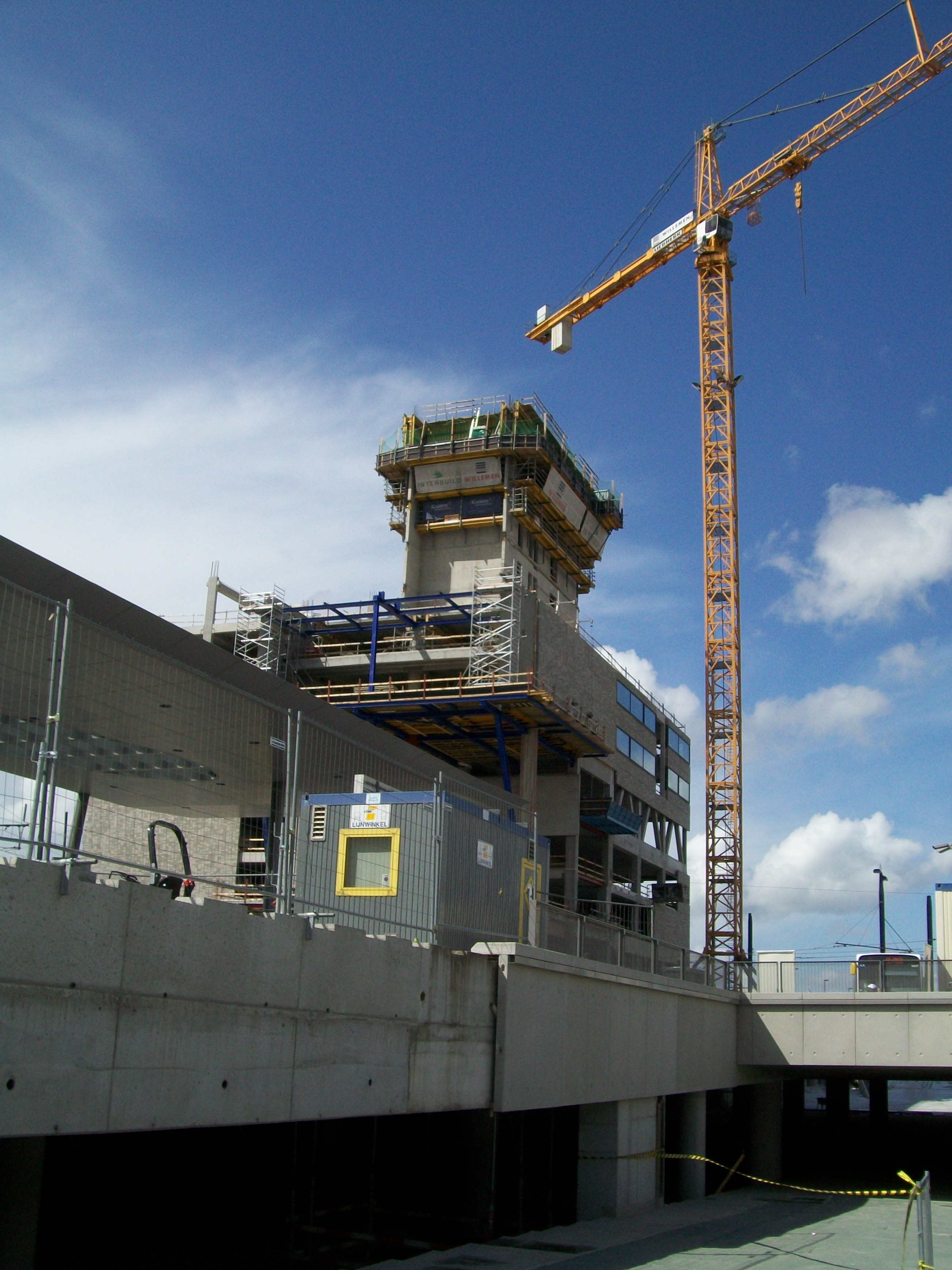
Der Turm während der Bauarbeiten im April 2012
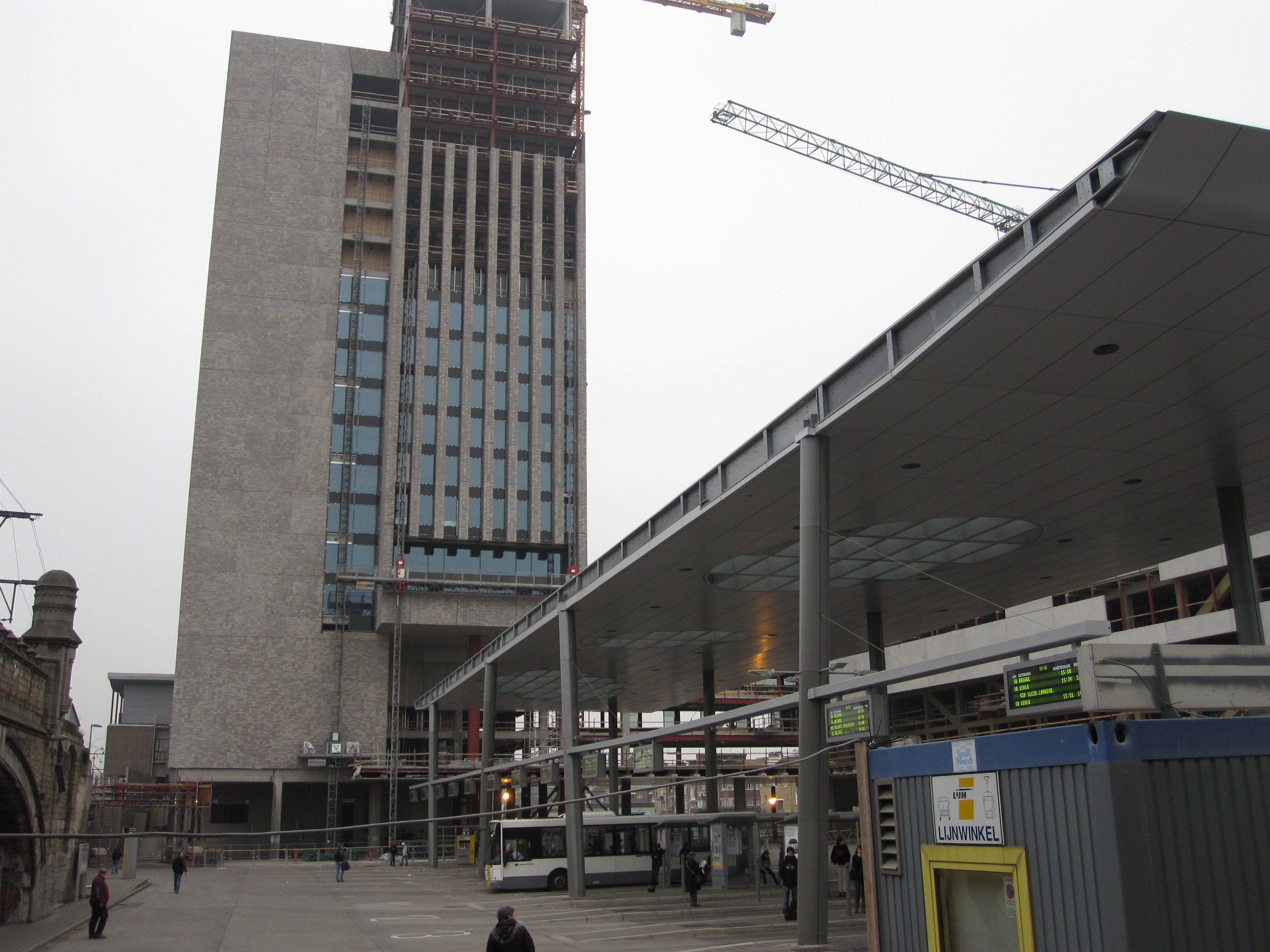
Der Turm im Februar 2013